# 松川駅 (全羅北道)
松川駅（ソンチョンえき）は、かつて大韓民国全羅北道全州市徳津区にあった韓国鉄道公社全羅線の駅である。

## 歴史
- 1981年5月25日：全州市内の線路移設に伴い開業。
- 2008年12月1日：旅客取扱業務中止。
- 2011年5月9日：廃止[1]。